# Tour à plomb de Bruxelles
La tour à plomb de Bruxelles située dans la rue de l'Abattoir est une tour à plomb édifiée en 1898 sur le site d’une fabrique de plombs elle-même installée en  1832 à l’emplacement d’une ancienne poudrière et utilisée jusqu’en 1962. Dernier exemplaire de tour à plomb en Belgique, elle est composée d’un fût de briques mécaniques de 46 mètres de haut (diamètre : 4,7 mètres à la base, 3,1 mètres au sommet) et était surmontée d’une lanterne et d’un dôme sur lequel était placée une girouette. Ce monument a été classé en 1984. Actuellement les bâtiments sont occupés par le Centre culturel et sportif Tour à Plomb qui est un centre de proximité dédié aux diverses formes de réflexion, d'expression et de création, qu'elles soient culturelles, socioculturelles, artistiques ou sportives. Il dépend du service Jeunesse de la Ville de Bruxelles,.

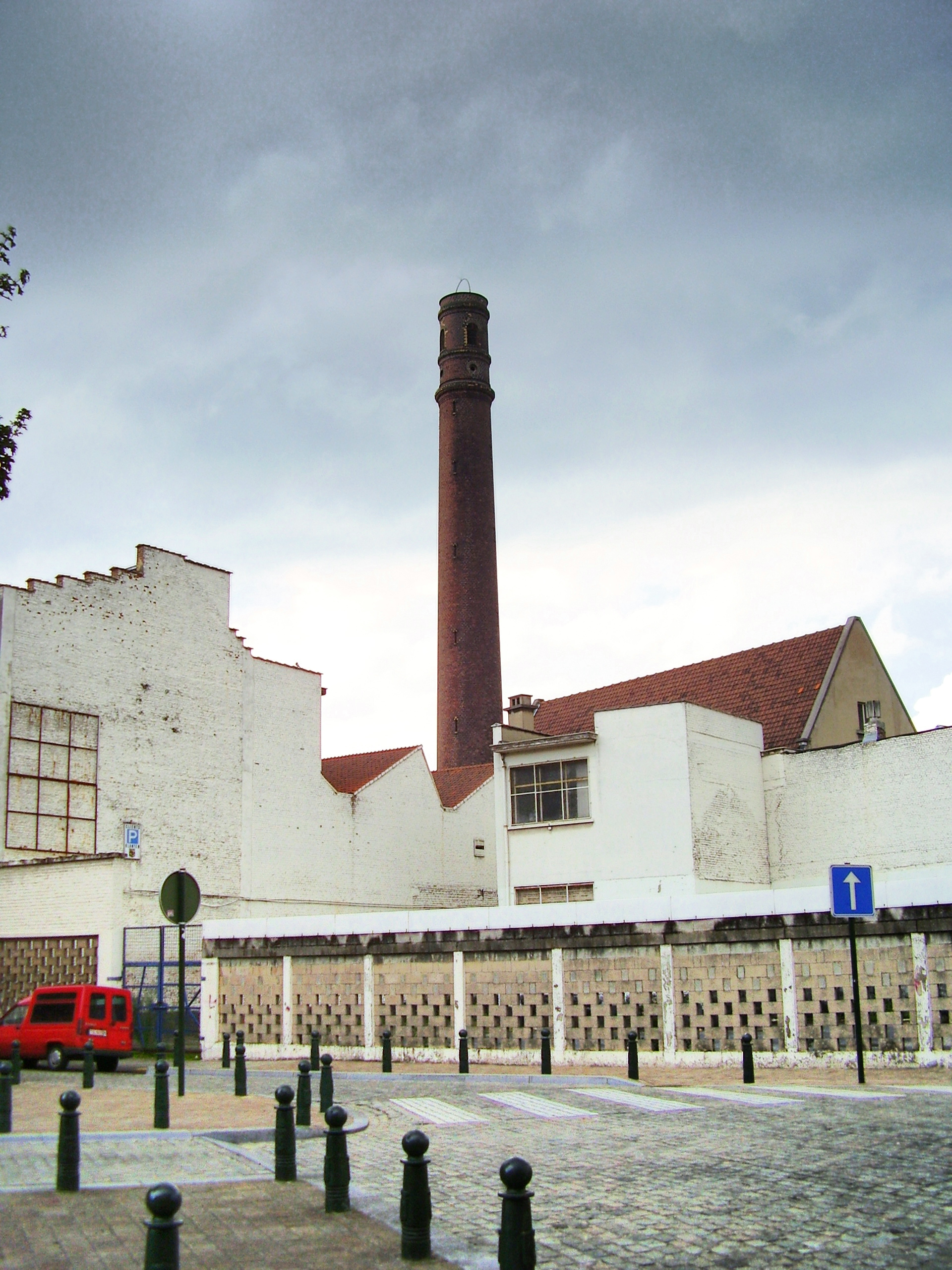
Tour à plomb de Bruxelles
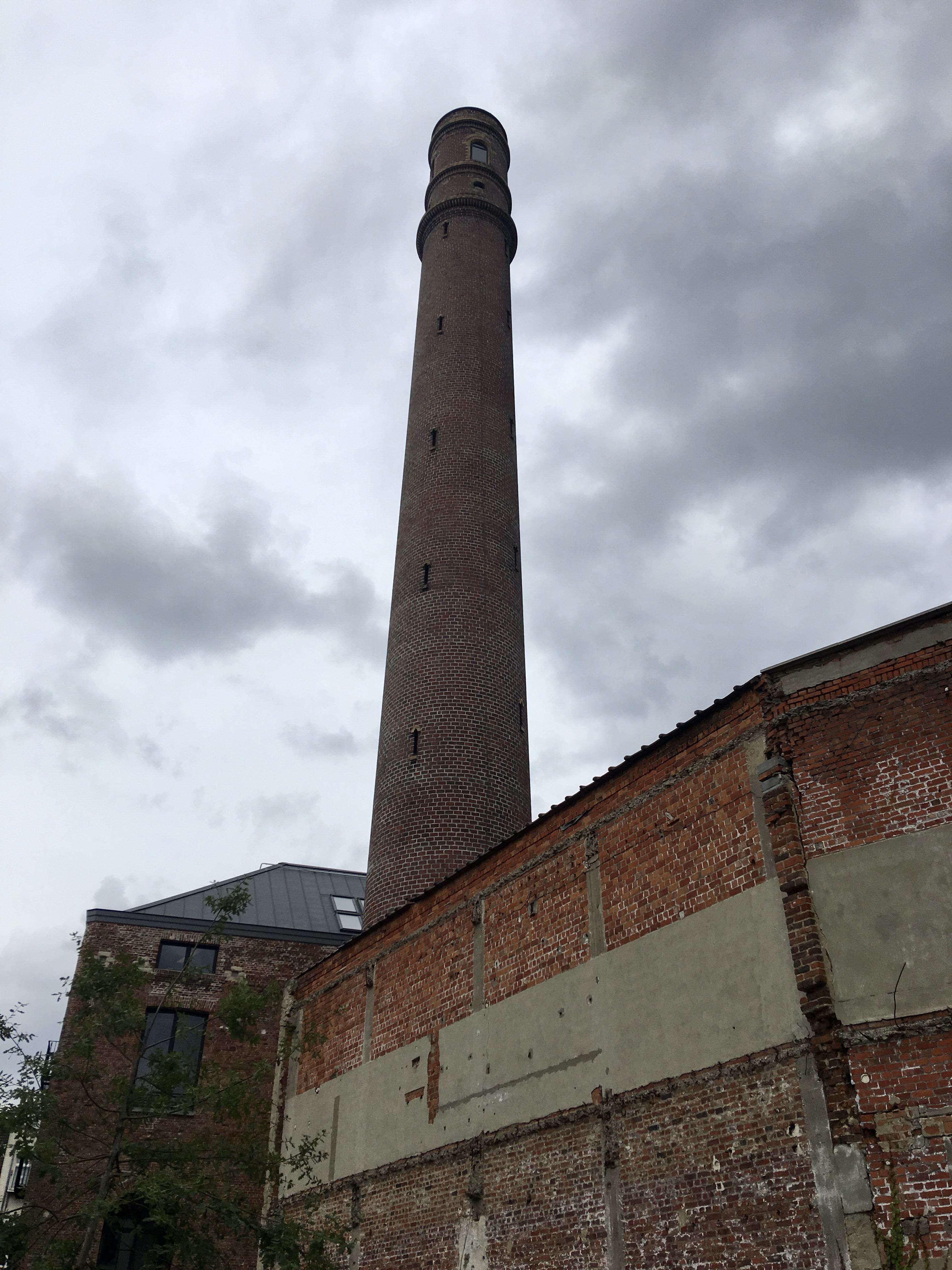
Tour à plomb de Bruxelles en septembre 2019